# Trold kan tæmmes
 For alternative betydninger, se Trold kan tæmmes (flertydig). (Se også artikler, som begynder med Trold kan tæmmes)
Trold kan tæmmes er en komedie af Shakespeare, hvis hovedplot er manden Petrucios frieri til den genstridige kvinde Katherina.
Skuespillet er blandt andet filmatiseret af Franco Zeffirelli med Elizabeth Taylor og Richard Burton i hovedrollerne.